# 경상북도소방학교
경상북도 소방학교(慶尙北道 消防學校)는 경상북도와 대구광역시를 관할하는 경상북도 소방본부 산하의 소방학교이다.
소방학교장은 소방정으로 보한다.

## 조직
| - 총무과 - 총무팀 - 경리팀 | - 교학과 - 교무팀 - 교수팀 - 교관단 |

## 같이 보기
- 대한민국 소방청
- 대한민국의 소방
- 소방관 계급